# Данієл Субашич
Дáнієл Сýбашич (хорв. Danijel Subašić, нар. 27 жовтня 1984, Задар, Хорватія) — хорватський футболіст, воротар клубу «Хайдук» (Спліт). Учасник чемпіонатів світу 2014 і 2018 років, чемпіонатів Європи 2012 і 2016 років у складі збірної Хорватії.

## Клубна кар'єра

### «Задар»
Субашич почав свою професійну кар'єру, граючи за клуб з рідного міста Задар протягом сезону 2003-04. Після вильоту «Задара» з вищого дивізіону наприкінці сезону 2005-06 він став гравцем основного складу під час перебування клубу в Другому дивізіоні Хорватії.

### «Хайдук» (Спліт)
Влітку 2008 року був відданий в оренду в «Хайдук» і одразу став основним гравцем клубу, з'явившись у всіх 18 матчах ліги в першій половині сезону 2008-09. Під час зимового перерви в сезоні клуб вирішив викупити гравця. Субашич зберіг своє місце у складі у другій половині сезону, провівши ще 13 матчів за клуб. На початку сезону він також зіграв три матчі за клуб у кваліфікації Кубка УЄФА, дебютувавши в грі проти мальтійської «Біркіркари», «Хайдук» здобув розгромну перемогу з рахунком 4-0.

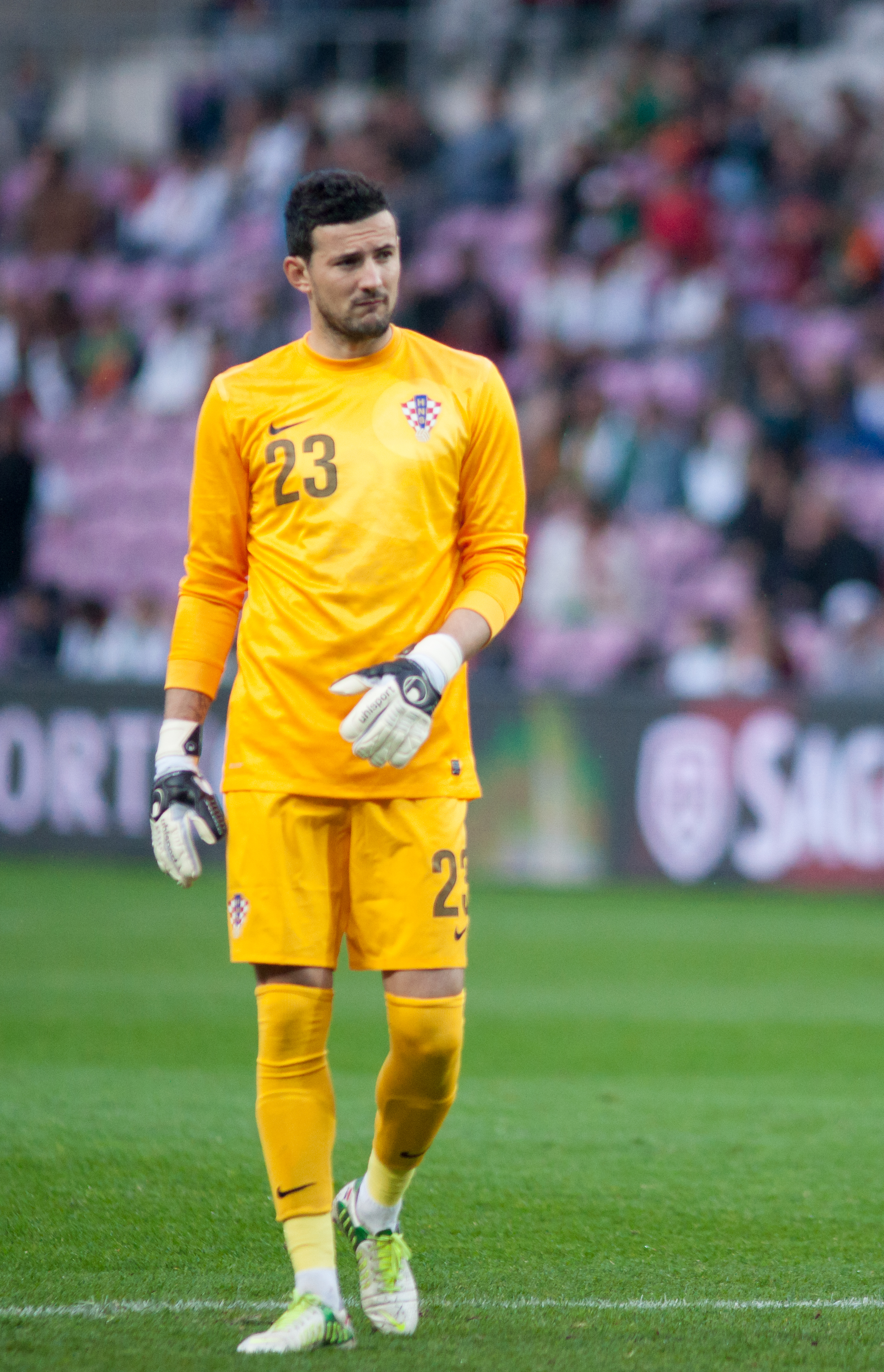
Данієл Субашич у складі збірної Хорватії. 10 червня 2013 року.

Під час свого другого сезону в «Хайдуку», він провів в цілому 28 матчів, а також ще два виступи у кваліфікації Ліги Європи, крім того допоміг клубу виграти Кубок Хорватії.
В сезоні 2010-11 він зіграв 20 матчів у лізі. Він отримав травму коліна на початку листопада, яка вивела його з ладу до Нового року. Але він не втратив місце в основі, оговтавшись після травми. У тому сезоні «Хайдук» також мав право на участь в Лізі Європи, де Даніель залишився на лавці запасних лише на один матч. Особливо добре він зарекомендував себе в матчі з «Зенітом», де незважаючи на програш команди зробив багато сейвів, в тому числі парирував пенальті від Алессандро Розіни.

### «Монако»
У січні 2012 року в боротьбу за Субашича вступив французький клуб «Монако» з Ліги 2. Спочатку на гравця претендував ще німецький клуб «Шальке 04», але в підсумку Субашич таки відправився у Францію. Контракт був підписаний на чотири з половиною роки за сприяння одного з найкращих хорватських менеджерів з трансферів, Марко Налетилича. Сам Субашич був дуже задоволений своїм переходом та пообіцяв зробити все можливе, щоб в наступному сезоні клуб повернувся в вищий дивізіон. Він зіграв 17 матчів за клуб протягом 2011-12 сезону, причому в п'яти з них не пропустив жодного гола. В останньому турі сезону він забив переможний гол зі штрафного, чим допоміг команді здобути виїзну перемогу з рахунком 2-1 над «Булонню».
У сезоні 2012-13 зіграв у 35 матчах і допоміг клубу виграти Лігу 2.
А вже за чотири сезони, у розіграші 2016/17, допоміг «Монако» своєю надійностю (28 пропущених голів у 36 матчах) здобути перемогу у найвищому французькому дивізіоні.
Улітку 2019 з приходом до клубу Бенжамена Лекомта втратив місце в основному складі.
8 червня 2020 Даніель покинув клуб.
| Дата       | Місто                   | Господарі   | Результат               | Гості       | Турнір                | Голи | Примітки |
| ---------- | ----------------------- | ----------- | ----------------------- | ----------- | --------------------- | ---- | -------- |
| 14-11-2009 | Вінковці                | Хорватія    | 5 – 0                   | Ліхтенштейн | товариський матч      | -    |          |
| 19-5-2010  | Клагенфурт-ам-Вертерзеє | Австрія     | 0 – 1                   | Хорватія    | товариський матч      | -    |          |
| 26-5-2010  | Таллінн                 | Естонія     | 0 – 0                   | Хорватія    | товариський матч      | -    |          |
| 25-5-2012  | Пула                    | Хорватія    | 3 – 1                   | Естонія     | товариський матч      | -1   |          |
| 10-6-2013  | Женева                  | Хорватія    | 0 – 1                   | Португалія  | товариський матч      | -1   |          |
| 5-3-2014   | Санкт-Галлен            | Швейцарія   | 2 – 2                   | Хорватія    | товариський матч      | -2   |          |
| 4-9-2014   | Пула                    | Хорватія    | 2 – 0                   | Кіпр        | товариський матч      | -    |          |
| 9-9-2014   | Загреб                  | Хорватія    | 2 – 0                   | Мальта      | Відбір до ЧЄ 2016     | -    |          |
| 10-10-2014 | Софія (місто)           | Болгарія    | 0 – 1                   | Хорватія    | Відбір до ЧЄ 2016     | -    |          |
| 13-10-2014 | Осієк                   | Хорватія    | 6 – 0                   | Азербайджан | Відбір до ЧЄ 2016     | -    |          |
| 16-11-2014 | Мілан                   | Італія      | 1 – 1                   | Хорватія    | Відбір до ЧЄ 2016     | -1   |          |
| 28-3-2015  | Загреб                  | Хорватія    | 5 – 1                   | Норвегія    | Відбір до ЧЄ 2016     | -1   |          |
| 7-6-2015   | Вараждин                | Хорватія    | 4 – 0                   | Гібралтар   | товариський матч      | -    |          |
| 12-6-2015  | Спліт                   | Хорватія    | 1 – 1                   | Італія      | Відбір до ЧЄ 2016     | -1   |          |
| 3-9-2015   | Баку                    | Азербайджан | 0 – 0                   | Хорватія    | Відбір до ЧЄ 2016     | -    |          |
| 6-9-2015   | Осло                    | Норвегія    | 2 – 0                   | Хорватія    | Відбір до ЧЄ 2016     | -2   |          |
| 10-10-2015 | Загреб                  | Хорватія    | 3 – 0                   | Болгарія    | Відбір до ЧЄ 2016     | -    |          |
| 13-10-2015 | Та-Калі                 | Мальта      | 0 – 1                   | Хорватія    | Відбір до ЧЄ 2016     | -    |          |
| 23-3-2016  | Осієк                   | Хорватія    | 2 – 0                   | Ізраїль     | товариський матч      | -    | 46'      |
| 27-5-2016  | Копривниця              | Хорватія    | 1 – 0                   | Молдова     | товариський матч      | -    |          |
| 4-6-2016   | Рієка                   | Хорватія    | 10 – 0                  | Сан-Марино  | товариський матч      | -    |          |
| 12-6-2016  | Париж                   | Туреччина   | 0 – 1                   | Хорватія    | ЧЄ 2016 - 1-й етап    | -    |          |
| 17-6-2016  | Сент-Етьєн              | Чехія       | 2 – 2                   | Хорватія    | ЧЄ 2016 - 1-й етап    | -2   |          |
| 21-6-2016  | Бордо                   | Хорватія    | 2 – 1                   | Іспанія     | ЧЄ 2016 - 1-й етап    | -1   |          |
| 25-6-2016  | Ланс                    | Хорватія    | 0 – 1                   | Португалія  | ЧЄ 2016 - 1/8 фіналу  | -1   |          |
| 6-10-2016  | Шкодер (місто)          | Косово      | 0 – 6                   | Хорватія    | Відбір до ЧС 2018     | -    |          |
| 9-10-2016  | Тампере                 | Фінляндія   | 0 – 1                   | Хорватія    | Відбір до ЧС 2018     | -    |          |
| 12-11-2016 | Загреб                  | Хорватія    | 2 – 0                   | Ісландія    | Відбір до ЧС 2018     | -    |          |
| 24-3-2017  | Загреб                  | Хорватія    | 1 – 0                   | Україна     | Відбір до ЧС 2018     | -    |          |
| 3-9-2017   | Загреб                  | Хорватія    | 1 – 0                   | Косово      | Відбір до ЧС 2018     | -    |          |
| 5-9-2017   | Ескішехір               | Туреччина   | 1 – 0                   | Хорватія    | Відбір до ЧС 2018     | -1   |          |
| 6-10-2017  | Річка                   | Хорватія    | 1 – 1                   | Фінляндія   | Відбір до ЧС 2018     | -1   |          |
| 9-10-2017  | Київ                    | Україна     | 0 – 2                   | Хорватія    | Відбір до ЧС 2018     | -    |          |
| 9-11-2017  | Загреб                  | Хорватія    | 4 – 1                   | Греція      | Відбір до ЧС 2018     | -1   |          |
| 12-11-2017 | Пірей                   | Греція      | 0 – 0                   | Хорватія    | Відбір до ЧС 2018     | -    |          |
| 24-3-2018  | Маямі                   | Перу        | 2 – 0                   | Хорватія    | товариський матч      | -2   |          |
| 3-6-2018   | Ліверпуль               | Бразилія    | 2 – 0                   | Хорватія    | товариський матч      | -2   |          |
| 8-6-2018   | Осієк                   | Хорватія    | 2 – 1                   | Сенегал     | товариський матч      | -1   | 67'      |
| 16-6-2018  | Калінінград             | Хорватія    | 2 – 0                   | Нігерія     | ЧС 2018 - 1-й етап    | -    |          |
| 21-6-2018  | Нижній Новгород         | Аргентина   | 0 – 3                   | Хорватія    | ЧС 2018 - 1-й етап    | -    |          |
| 1-7-2018   | Нижній Новгород         | Хорватія    | 1 – 1 д.ч. (3-2 п.п.)   | Данія       | ЧС 2018 - 1/8 фіналу  | -1   |          |
| 7-7-2018   | Сочі                    | Росія       | 2 – 2 д.ч. (3 – 4 п.п.) | Хорватія    | ЧС 2018 - чвертьфінал | -2   |          |
| 11-7-2018  | Москва                  | Хорватія    | 2 – 1 д.ч.              | Англія      | ЧС 2018 - півфінал    | -1   |          |
| 15-7-2018  | Москва                  | Франція     | 4 – 2                   | Хорватія    | ЧС 2018 - фінал       | -4   |          |
| Усього     |                         | Матчів      | 44                      |             | Голів                 | -29  |          |

## Титули і досягнення
- Володар Кубка Хорватії (3):

«Хайдук»: 2009-10, 2021-22, 2022-23
- Чемпіон Франції (1):

«Монако»: 2016-17
- Віце-чемпіон світу: 2018